# Liste der Baudenkmäler in Selb
Auf dieser Seite sind die Baudenkmäler in der oberfränkischen Großen Kreisstadt Selb zusammengestellt. Diese Tabelle ist eine Teilliste der Liste der Baudenkmäler in Bayern. Grundlage ist die Bayerische Denkmalliste, die auf Basis des Bayerischen Denkmalschutzgesetzes vom 1. Oktober 1973 erstmals erstellt wurde und seither durch das Bayerische Landesamt für Denkmalpflege geführt wird. Die folgenden Angaben ersetzen nicht die rechtsverbindliche Auskunft der Denkmalschutzbehörde.

## Ensembles

### Ensemble Fabrikanten- und Beamtengebäude Franz-Heinrich-Straße
Das Ensemble (Lage) umfasst ein Areal an der Nordseite des Goldberges, eines als Park gestalteten Bereiches im Westen der Stadt und umfasst eine Fabrikantenvilla mit Park, Nebengebäuden und Beamtenwohnhäusern, die sich vor allem entlang der im Nordosten tangierenden Franz-Heinrich-Straße befinden. Die 1896 von Franz Heinrich (1876–1928) gegründete Firma Heinrich & Co gehörte zu den größeren Porzellanfabriken der Stadt Selb. Zur Fabrikantenvilla (Franz-Heinrich-Straße 10) gehören die Parkmauer (nachträglich um 1923), ein Pförtnerhaus (Nr. 12), ein Wohn- und Ausstellungsgebäude mit Kegelbahn (Nr. 8) und ein Gartenhaus (Nr. 8 a) an der Parkumgrenzung. Die zugehörigen Beamtenwohnhäuser der Fabrik befinden sich am Papiermühlenweg (Nr. 7, 8, 9, 11) und in einer Reihe an der Franz-Heinrich-Straße (Nr. 13, 15/17, 19, 21, 23/25). Es handelt sich um eine wohl ab 1910 geplanten, ab 1920 bis 1927 mit der Kapazität der Fabrik wachsenden Villenansiedlung einschließlich Beamtenwohnhäusern abseits der Fabrikbauten und der Fabrikumgrenzung. Aktennummer: E-4-79-152-1.

### Ensemble Ludwigstraße
Das Ensemble (Lage) besteht aus einem stadträumlich prägenden Abschnitt mit öffentlichen Gebäuden an der Südseite der Ludwigstraße, parallel zum Flusslauf der Selb. Der Siedlungsstandort liegt in einem Bereich von in West-Ost-Richtung verlaufenden historischen Handelsstraßen, der bereits vor dem Jahr 800 vom Landesausbau erfasst wurde. Der Name des 1281 urkundlich ersterwähnten Ortes leitet sich von einem örtlichen Adelsgeschlechtes ab. Nach wechselnden Herrschaftsverhältnissen (darunter den Plauener Vögten und dem Reichsland Eger) gelangte die Siedlung 1412 an die Nürnberger Burggrafen. 1426 erhielt der Ort Stadtrecht. Die wirtschaftlichen Grundlagen bildeten der Bergbau, die Metallurgie und verschiedene Handwerke, ab dem 18. Jahrhundert auch die industrielle Holzverarbeitung. Als Teil der Markgrafschaft Bayreuth gelangte die Stadt 1791 an das Königreich Preußen und 1810 an das Königreich Bayern. Nach dem Stadtbrand 1856 wandelte sich die örtliche Wirtschaftsstruktur zu einem Zentrum der Porzellanverarbeitung. Der Teil der Ludwigstraße, der das Ensemble bildet, liegt in unmittelbarer Nachbarschaft des Brandherdes für den Stadtbrand von 1856, dem 274 Wohnhäuser und 408 Nebengebäude zum Opfer fielen. Der in der Folge neu errichtete Straßenzug folgt an der Südseite einer geradlinigen Bauflucht. In ihrer Mitte ist das Rathaus mit einem zentralen Turm angeordnet. In östlicher Richtung korrespondiert er mit dem Turm der Stadtkirche. Das Nachbarhaus (Nr. 8) greift die auch am Rathaus vorhandenen schlichten Architekturformen des Wiederaufbaus auf. Westlich schließt sich an das Rathaus – am historischen Standort der örtlichen Niederungsburg und nachfolgend des Jagdschlosses – der gotisierende Dreiflügelbau des früheren Amtsgerichtes an. Das nachfolgende Haus Nummer  2 bildet durch seine Schrägstellung und den repräsentativen Zinnengiebel einen räumlichen Abschluss des Straßenzuges und lenkt ihn zur sich anschließenden Bahnhofstraße um. Die rückwärtigen Bereiche der Grundstücke von Rathaus und Amtsgericht reichen bis zum begradigten Flusslauf der Selb und ist in weiten Teilen als Grünanlage gestaltet. Aktennummer: E-4-79-152-2.

## Baudenkmäler nach Ortsteilen

### Selb
| Lage                                                                         | Objekt | Beschreibung | Akten-Nr.               | Bild                               |
| ---------------------------------------------------------------------------- | --- | --- | ----------------------- | ---------------------------------- |
| Badershof 1 (Standort)                                                       | Wohnhaus | Dreigeschossiger, giebelständiger Satteldachbau, spätes 18. Jahrhundert, vermutlich Teil des ehemaligen Ansitzes der Forster, trotz Überformungen (19./20. Jahrhundert) als Hofanlage noch kenntlich | D-4-79-152-1 Wikidata   | weitere Bilder                     |
| Badershof 5 (Standort)                                                       | Wohnhaus | Zweigeschossiger Satteldachbau, massiv und verputzt, auf beiden Traufseiten Risalite, wohl Anfang 19. Jahrhundert, Teil des ehemaligen Edelsitzes | D-4-79-152-2 Wikidata   | weitere Bilder                     |
| Bahnhofstraße 9 (Standort)                                                   | Türrahmung                                                                                                  | Granit, geohrt und gefeldert, bezeichnet „1796“ | D-4-79-152-3 Wikidata   | Türrahmung                         |
| Burgstraße 4 (Standort)                                                      | Wohnhaus | Zweigeschossiger Walmdachbau, massiv und verputzt, mit gefelderter Türrahmung aus Granit, gegen 1800, im Kern älter | D-4-79-152-4 Wikidata   | BW                                 |
| Franz-Heinrich-Straße 8, 8 a (Standort)                                      | Wohn- und Ausstellungsgebäude                                                                               | Zweigeschossiger Baukomplex mit Walmdach und expressionistischen Formelementen, 1924 von Konrad Kühnlein | D-4-79-152-5 Wikidata   | weitere Bilder                     |
| Franz-Heinrich-Straße 8, 8 a (Standort)                                      | Gartenhaus                                                                                                  | Ein- und zweigeschossig, mit Walmdach, 1926 von Konrad Kühnlein | D-4-79-152-5 Wikidata   | Gartenhaus                         |
| Franz-Heinrich-Straße 8, 8 a (Standort)                                      | Parkmauer                                                                                                   | | D-4-79-152-5 Wikidata   | Parkmauer                          |
| Franz-Heinrich-Straße 12 (Standort)                                          | Ehemaliges Gärtnerwohnhaus mit Parkeingang                                                                  | Walmdächer und getreppter Zwerchgiebel, expressionistische Formelemente, Parkmauer, 1924, Entwurf Architekt Konrad Kühnlein | D-4-79-152-136 Wikidata | weitere Bilder                     |
| Franz-Heinrich-Straße 19 (Standort)                                          | Beamtenwohnhaus der Porzellanfabrik Heinrich & Co.                                                          | Zweigeschossiger Walmdachbau mit expressionistischen Formelementen, Fenstererker, von Konrad Kühnlein, 1927, mit Ausstattung | D-4-79-152-137 Wikidata | weitere Bilder                     |
| Friedhofsplatz 2 (Standort)                                                  | Evangelische Gottesackerkirche zur Heiligen Dreifaltigkeit                                                  | Satteldach, Giebelreiter mit welscher Haube, bezeichnet „1607“, Weihe 1613, mit Ausstattung, Grabplatten des 17./18. Jahrhundert | D-4-79-152-6 Wikidata   | weitere Bilder                     |
| Friedhofsplatz 2 (Standort)                                                  | Friedhof | Anlage seit 1599, mehrfach erweitert, alte Friedhofsmauer | D-4-79-152-7 Wikidata   | BW                                 |
| Friedrich-Ebert-Straße 29, 31, 33, 35 (Standort)                             | Wohnhausgruppe                                                                                              | Dreigeschossige Wohnhäuser mit Mansarddächern, Erkern und reicher Putzfassadengliederung, 1913/14 nach Plänen von August Hofmann (Nr. 29) und Georg Grethlein (Nrn. 31 bis 35) | D-4-79-152-158 Wikidata | weitere Bilder                     |
| Nähe Friedhofstraße, südwestlich unterhalb der Kirche (Standort)             | Gang mit Felsenkellern                                                                                      | Bezeichnet „1775“, „1777“, „1883“, „1795“, „1784“; weitere vorhandene verschüttet | D-4-79-152-8 Wikidata   | weitere Bilder                     |
| Geheimrat-Rosenthal-Straße 71 (Standort)                                     | Porzellanwerk Rosenthal am Rotbühl                                                                          | Um einen Hof mit Rasenflächen und Teich angeordnete Gebäudegruppe aus vorgefertigten Betonelementen, Fabrikationshalle über Rastergrundriss, eingeschossig mit Flachdach, herausgehobenes Rohstofflager mit Firmensignet, innenliegend verglastes Gewächshaus, Portalbau mit Büros, Garagen und Einfahrtstor mit schräg ansteigendem Betondach, Silo mit U-förmigen Betonträgern, Feierabendbau mit Kantine, zweigeschossig, mit auskragendem Obergeschoss, Flachdach, Freitreppe, 1964–1967 von Walter Gropius und TAC (The Architects Collaborative Inc. – Alexander Cvijanović mit H. Malcolm Ticknor) | D-4-79-152-154 Wikidata | Porzellanwerk Rosenthal am Rotbühl |
| Goetheplatz 1 (Standort)                                                     | Bahnhof, Empfangsgebäude                                                                                    | Zweigeschossiger Walmdachbau, eingezogene Vorhalle mit ionischen Kolossalsäulen, 1913 von Fritz Klee | D-4-79-152-128 Wikidata | weitere Bilder                     |
| Nähe Goetheplatz (Standort)                                                  | Lokschuppen des ehemaligen Bahnbetriebswerks                                                                | 1913, mit Drehscheibe, um 1930–1939, und zuführender Gleisanlage | D-4-79-152-161 Wikidata | weitere Bilder                     |
| Nähe Goetheplatz (Standort)                                                  | Stellwerk                                                                                                   | 1950, mit technischer Ausstattung (erster deutscher vollautomatischer Elektrobetrieb) | D-4-79-152-162 Wikidata | Stellwerk                          |
| Goldberg (Standort)                                                          | Kriegerdenkmal 1914–1918                                                                                    | Oktogonale Halle ohne Dach aus Granitquadern, in der Mitte Pfeiler mit Feuerschale, Entwurf Konrad Kühnlein 1928 | D-4-79-152-9 Wikidata   | BW                                 |
| Grafenmühlweg 12, 12 a (Standort)                                            | Grafenmühle                                                                                                 | Zweigeschossiger Satteldachbau, massiv und verputzt, bezeichnet „1882“, Querflügel mit versetzter Eckquaderung (Nr. 12 a) wohl barock | D-4-79-152-10 Wikidata  | Grafenmühle                        |
| Hohenberger Straße 23 (Standort)                                             | Kleinhaus, sogenannte Pechhütte                                                                             | Erdgeschossiger Traufseitbau mit weit vorgezogenem Dachfuß, Fachwerkgiebel, im Kern wohl 18. Jahrhundert | D-4-79-152-11 Wikidata  | weitere Bilder                     |
| Jägerstraße 2 (Standort)                                                     | Wohn- und Geschäftshaus                                                                                     | Zweigeschossiger Walmdachbau in Ecklage, ausgezeichnet durch Eckerker und Risalite, Schieferdeckung, Neubarock, bezeichnet „1900“ | D-4-79-152-12 Wikidata  | Wohn- und Geschäftshaus            |
| Jahnstraße 28, 30, Sandstraße 21, 23, Schützenstraße 28, 30 (Standort)       | Wohnblock                                                                                                   | Zweigeschossiger, dreiflügeliger Walmdachbau mit Schieferdeckung, Gliederung der Fassaden durch Risalite, Erker sowie durch figürliche Werksteinstücke, um 1930 vom Stadtarchitekten Linhardt, zum Baukomplex gehören Jahnstraße 30 und Sandstraße 21, 23 | D-4-79-152-43 Wikidata  | weitere Bilder                     |
| Jahnstraße 30 (Standort)                                                     | Siehe Schützenstraße 28/30                                                                                  | | D-4-79-152-13 Wikidata  | BW                                 |
| Jahnstraße 37, 39, 41, 43, 45, 47, 49 (Standort)                             | Wohnblock                                                                                                   | Zweigeschossiger, langgestreckter Mansardwalmdachbau, Fassadengliederung durch Risalitbildung sowie durch Erker und figürliche Werksteinstücke, mit barocken Formelementen, 1929–1930 nach Entwurf von Konrad Kühnlein | D-4-79-152-14 Wikidata  | weitere Bilder                     |
| Lessingstraße 6 (Standort)                                                   | Zweigeschossiges Walmdachhaus                                                                               | Wandrelief, Keramik, Putten mit Porzellangefäßen, um 1928 | D-4-79-152-15 Wikidata  | weitere Bilder                     |
| Lessingstraße 8 (Standort)                                                   | Schulhaus                                                                                                   | Dreigeschossiger Walmdachbau zu 15 Fensterachsen, massiv und verputzt, mit Steinportal und Uhrturm aus Klinker, 1928/29 von Konrad Kühnlein | D-4-79-152-16 Wikidata  | weitere Bilder                     |
| Lorenz-Hutschenreuther-Straße 2 (Standort)                                   | Wohnhaus | Zweigeschossiger Mansarddachbau, steinernes Portal, bezeichnet „1799“, Veränderungen | D-4-79-152-17 Wikidata  | weitere Bilder                     |
| Lorenz-Hutschenreuther-Straße 8, Lorenz-Hutschenreuther-Straße 10 (Standort) | Luitpoldschulhaus                                                                                           | Dreigeschossiger, zweiflügeliger Walmdachbau mit Turnhallenanbau, barockisierender Jugendstil, Einfriedung mit oktogonalem Pavillon und Schulgarten, 1907 bis 1908 nach Plänen von John Herbert Rosenthal | D-4-79-152-18 Wikidata  | weitere Bilder                     |
| Ludwigstraße 4 (Standort)                                                    | Amtsgericht                                                                                                 | Zweigeschossiger Walmdachbau, Seitenflügel mit Stufengiebeln, verputzt mit Werksteingliederung, neugotisch, 1860 | D-4-79-152-20 Wikidata  | weitere Bilder                     |
| Ludwigstraße 6 (Standort)                                                    | Rathaus | Zweigeschossiger Walmdachbau mit Putzgliederungen, über dem Mittelrisalit gotisierender Turm in Werkstein, 1861–1862, später erweitert, mit Ausstattung | D-4-79-152-21 Wikidata  | weitere Bilder                     |
| Ludwigstraße 8 (Standort)                                                    | Gasthaus | Zweieinhalbgeschossiger Walmdachbau, Fensterrahmungen und Sohlbankgesimse aus Granit, um 1860 | D-4-79-152-120 Wikidata | weitere Bilder                     |
| Ludwigstraße 20 (Standort)                                                   | Wohn- und Geschäftshaus                                                                                     | Zweigeschossiger Traufseitbau, massiv und verputzt, Schieferdeckung, bezeichnet „1856“ | D-4-79-152-22 Wikidata  | weitere Bilder                     |
| Ludwigstraße 22 (Standort)                                                   | Wohn- und Geschäftshaus                                                                                     | Zweigeschossiger Traufseitbau, massiv und verputzt, Schieferdeckung, um 1856, mit ursprünglicher Ladenrahmung, mit Nr. 20 und Nr. 24 verbunden | D-4-79-152-23 Wikidata  | weitere Bilder                     |
| Ludwigstraße 24 (Standort)                                                   | Wohnhaus | Zweigeschossiger Satteldachbau in Ecklage, massiv und verputzt, Schieferdeckung, um 1856, verbunden mit Nr. 22 | D-4-79-152-24 Wikidata  | weitere Bilder                     |
| Ludwigstraße 29 (Standort)                                                   | Gasthaus | Zweigeschossiger Traufseitbau, massiv und verputzt, mit unregelmäßigem Vorsprung in der Fassade, Schieferdeckung, um 1856, im Kern älter | D-4-79-152-25 Wikidata  | Gasthaus                           |
| Ludwigstraße 47 (Standort)                                                   | Ehemaliger evangelischer Kindergarten                                                                       | Zweigeschossiger, giebelständiger Satteldachbau, gotisierende Treppengiebel-Fassade mit anschließendem Hoftor, um 1860 | D-4-79-152-26 Wikidata  | weitere Bilder                     |
| Marktplatz 1 (Standort)                                                      | Wohn- und Geschäftshaus                                                                                     | Zweieinhalbgeschossiger Walmdachbau in städtebaulich markanter Situation, Fensterrahmungen und Sohlbankgesimse aus Granit, 19. Jahrhundert, Erdgeschoss verändert | D-4-79-152-27 Wikidata  | weitere Bilder                     |
| Martin-Luther-Platz 3 (Standort)                                             | Wohnhaus | Zweigeschossiger Satteldachbau über unregelmäßigem Grundriss, Fensterrahmungen und Eckquader aus Granit, bezeichnet 1697, im Kern jedoch älter, mit Nr. 4, 5 einen Baukomplex bildend | D-4-79-152-28 Wikidata  | Wohnhaus                           |
| Martin-Luther-Platz 4 (Standort)                                             | Wohnhaus | Zweigeschossiger Walmdachbau in Ecklage, Fensterrahmungen und Eckquader aus Granit, bezeichnet 1607, mit Nr. 3 und 5 einen Baukomplex bildend | D-4-79-152-29 Wikidata  | weitere Bilder                     |
| Martin-Luther-Platz 5 (Standort)                                             | Wohnhaus | Zweigeschossiger Traufseitbau, Fensterrahmungen aus Granit, im Kern wohl 18. Jahrhundert, mit Nr. 3, 4 einen Baukomplex bildend | D-4-79-152-30 Wikidata  | weitere Bilder                     |
| Martin-Luther-Platz 7 (Standort)                                             | Evangelisch-lutherische Stadtkirche                                                                         | Pseudobasilika, eingezogener Chor mit 5/8-Schluss, Werksteingliederung, umlaufend mit Streben besetzt, Seitlicher Turm mit oktogonalem Aufsatz aus Werkstein und Spitzhelm, 1859–1863 nach Plänen von August von Voit, mit Ausstattung | D-4-79-152-135 Wikidata | weitere Bilder                     |
| Martin-Luther-Platz 11 (Standort)                                            | Wohn- und Geschäftshaus                                                                                     | Dreigeschossiger Walmdachbau, massiv und verputzt, der steinerne Torbogen bezeichnet „1774“ | D-4-79-152-31 Wikidata  | weitere Bilder                     |
| Mühlstraße 9 (Standort)                                                      | Ehemalige Mühle                                                                                             | Zweigeschossiger Satteldachbau, geohrte Granitrahmungen an Tür und Fenstern, Schieferdeckung, gegen 1800, im späten 19. Jahrhundert umgebaut | D-4-79-152-32 Wikidata  | Ehemalige Mühle                    |
| Mühlstraße 22, 24 (Standort)                                                 | Doppelwohnhaus                                                                                              | Zweigeschossiger Traufseitbau, massiv und verputzt, im Sturz des vermauerten Granitportals bezeichnet „1736“ | D-4-79-152-33 Wikidata  | Doppelwohnhaus                     |
| Nähe Martin-Luther-Platz (Standort)                                          | Ehemaliger befestigter Kirchhof, jetzt Grünanlage mit Kriegerdenkmal 1870/71                                | | D-4-79-152-134 Wikidata | weitere Bilder                     |
| Pfarrstraße 9 (Standort)                                                     | Eingemauerte Grabplatte                                                                                     | Bezeichnet „1615“(?) | D-4-79-152-35 Wikidata  | weitere Bilder                     |
| Pfarrstraße 13 (Standort)                                                    | Zweites Pfarrhaus                                                                                           | Zweigeschossiger, giebelständiger Satteldachbau, Giebelfassade mit Erker in neugotischen Formen, nach Brand 1856 unter Einbeziehung älterer Bauteile | D-4-79-152-36 Wikidata  | weitere Bilder                     |
| Philip-Rosenthal-Platz 3 (Standort)                                          | Fabrikantenvilla                                                                                            | Zweigeschossiger Walmdachbau mit Werksteingliederungen und Schieferdeckung, Neurenaissance, 1897, mit Ausstattung | D-4-79-152-53 Wikidata  | BW                                 |
| Poststraße (Standort)                                                        | Granitbrunnen                                                                                               | Mit achtseitigem Becken, gegen 1930 | D-4-79-152-39 Wikidata  | Granitbrunnen                      |
| Poststraße 3 (Standort)                                                      | Wohnhaus | Zweigeschossiger Massivbau, verputzt, gefelderte und geohrte Türrahmung, abgewalmtes Dach mit Schieferdeckung, um 1800 | D-4-79-152-38 Wikidata  | weitere Bilder                     |
| Sandstraße 21/23 (Standort)                                                  | Siehe Schützenstraße 28/30                                                                                  | | D-4-79-152-40 Wikidata  | BW                                 |
| Schlossplatz 3 (Standort)                                                    | Ehemalige Mühle                                                                                             | Zweigeschossiger, zweiflügeliger Baukomplex, massiv und verputzt, das Halb- bzw. Krüppelwalmdach mit stehenden Gauben, beide Flügel bezeichnet „1856“ | D-4-79-152-41 Wikidata  | weitere Bilder                     |
| Schloßstraße 1 (Standort)                                                    | Wohnhaus | Zweigeschossiger Massivbau, zur Straße abgewalmtes Dach mit Zwerchhaus, bezeichnet „1804“, modern verkleidet und verputzt, Erdgeschoss verändert | D-4-79-152-42 Wikidata  | weitere Bilder                     |
| Nähe Talstraße, Talstraße (Standort)                                         | Fischkästen                                                                                                 | Zwei Brunnentröge aus Granit für eine Quellfassung, wohl gegen 1800, neben Talstraße 27/27a | D-4-79-152-45 Wikidata  | weitere Bilder                     |
| Talstraße 31 (Standort)                                                      | Wohnhaus | Zweigeschossiger Satteldachbau, massiv und verputzt, Ende 18. Jahrhundert, mit Nr. 33 verbunden | D-4-79-152-46 Wikidata  | weitere Bilder                     |
| Talstraße 33 (Standort)                                                      | Wohnhaus | Zweigeschossiger Satteldachbau, massiv und verputzt, in der Türrahmung bezeichnet „1767“ und „1776“, später erweitert, mit Nr. 31 verbunden | D-4-79-152-47 Wikidata  | BW                                 |
| Vielitzer Straße 26 (Standort)                                               | Kriegerdenkmal mit Brunnen für die gefallenen Werksangehörigen des Ersten Weltkrieges der Fa. Heinrich & Co | | D-4-79-152-157 Wikidata | BW                                 |
| Vielitzer Straße 26 (Standort)                                               | Werk Kreishalle                                                                                             | Fabrik mit Ofenhalle der Fa. Heinrich & Co., viergeschossiger, durch Kolossalpilaster instrumentierter Stahlbetonbau mit Satteldach und Dreieckgiebel in Anlehnung an eine griechische Tempelfassade, gegen Nordwesten Erdgeschosshalle eingeschossig erweitert, um 1925 von Georg Buchka | D-4-79-152-160 Wikidata | Werk Kreishalle                    |
| Nähe Wilhelmstraße (Standort)                                                | Hochvolthaus der ehemaligen Rosenthal-Isolatoren-Gesellschaft                                               | Erstes europäisches Hochspannungslabor, Betonskelettbau, 1928–1930; mit technischer Ausstattung | D-4-79-152-121 Wikidata | weitere Bilder                     |
| Wittelsbacherstraße 13 (Standort)                                            | Ehemaliges katholisches Schulhaus                                                                           | Zweigeschossiger Satteldachbau, verputzt mit Werksteingliederung, neuromanisch, 1884 | D-4-79-152-49 Wikidata  | Ehemaliges katholisches Schulhaus  |
| Wittelsbacherstraße 14 (Standort)                                            | Wohnhaus | Zweigeschossiger Walmdachbau über gequadertem Granitsockel, Ecklisenen, spätes 19. Jahrhundert | D-4-79-152-50 Wikidata  | Wohnhaus                           |
| Wittelsbacherstraße 15 (Standort)                                            | Katholische Pfarrhaus                                                                                       | Zweigeschossiger Bau mit versetzter Eckquaderung, verputzt, Satteldach und Walmdach, 1891 | D-4-79-152-52 Wikidata  | Katholische Pfarrhaus              |
| Wittelsbacherstraße 15 a (Standort)                                          | Ältere Ausstattungsstücke                                                                                   | In katholische Kirche Herz-Jesu, Neubau 1958 | D-4-79-152-51 Wikidata  | BW                                 |
| Wunsiedler Straße 21 (Standort)                                              | Forstamt | Zweigeschossiger Halbwalmdachbau über L-förmigem Grundriss, reduzierter Historismus, Garteneinfriedung, 1907/08 | D-4-79-152-138 Wikidata | weitere Bilder                     |

### Blumenthal
| Lage                    | Objekt                         | Beschreibung | Akten-Nr.     | Bild |
| ----------------------- | ------------------------------ | --- | ------------- | ---- |
| Blumenthal 1 (Standort) | Ehemaliger Selber Stadtbrunnen | Oktogonales Steinbecken, neugotischer Aufsatz mit zwei Ausläufen, 18. Jahrhundert, im Hof des ehemaligen Ökonomiegebäudes | D-4-79-152-56 | BW   |
| Blumenthal 2 (Standort) | Hutschenreuthersche Villa      | Obergeschoss Fachwerk mit Ziegeln, Krüppelwalmdach mit Freigespärre, spitzbehelmter Turm, Ende 19. Jahrhundert            | D-4-79-152-55 | BW   |

### Erbhaus
| Lage                     | Objekt    | Beschreibung                                                           | Akten-Nr.     | Bild |
| ------------------------ | --------- | ---------------------------------------------------------------------- | ------------- | ---- |
| Lauterbach 28 (Standort) | Bauernhof | Wohnhaus, eingeschossiger, massiver Satteldachbau, 18./19. Jahrhundert | D-4-79-152-57 | BW   |

### Erkersreuth
| Lage                          | Objekt                         | Beschreibung | Akten-Nr.     | Bild           |
| ----------------------------- | ------------------------------ | --- | ------------- | -------------- |
| Hauptstraße 35 (Standort)     | Evangelisch-lutherische Kirche | Zeltdachbau mit Choranfügung und Frontturm, 1927–28, Entwurf von John Herbert Rosenthal                                                    | D-4-79-152-58 | BW             |
| Hauptstraße 36, 38 (Standort) | Neues Schloss                  | Zweigeschossiger Mansardwalmdachbau, die Langseiten durch Mittelrisalite ausgezeichnet, Eckpilaster und Freitreppen, 1748, mit Ausstattung | D-4-79-152-59 | weitere Bilder |
| Hauptstraße 36, 38 (Standort) | Neues Schloss                  | Nebengebäude, massiver, zweigeschossiger Satteldachbau, 1709                                                                               | D-4-79-152-59 | BW             |
| Hauptstraße 36, 38 (Standort) | Neues Schloss                  | Brunnenhaus, massiver, eingeschossiger Walmdachbau, Mitte 18. Jahrhundert                                                                  | D-4-79-152-59 | BW             |
| Hauptstraße 36, 38 (Standort) | Neues Schloss                  | Abgrenzung des Schlosshofes gegen die Straße durch Mauer mit Tor, Mitte 18. Jahrhundert                                                    | D-4-79-152-59 | BW             |
| Hauptstraße 45 (Standort)     | Gasthaus                       | Zweigeschossiger Halbwalmdachbau, massiv und verputzt, durch Türrahmung bezeichnet „1808“                                                  | D-4-79-152-63 | BW             |

### Häusellohe
| Lage                                                            | Objekt     | Beschreibung         | Akten-Nr.     | Bild       |
| --------------------------------------------------------------- | ---------- | -------------------- | ------------- | ---------- |
| Häusellohe, am Kreuzungspunkt der Wege (Standort)               | Grenzstein | 17./18. Jahrhundert  | D-4-79-152-64 | BW         |
| Steinernes Kreuz, im Forst, Abteilung Steinkreuzlohe (Standort) | Steinkreuz | Wohl mittelalterlich | D-4-79-152-65 | Steinkreuz |

### Hammergut
| Lage                   | Objekt               | Beschreibung | Akten-Nr.      | Bild |
| ---------------------- | -------------------- | --- | -------------- | ---- |
| Hammergut 2 (Standort) | Mühle, Wohnstallhaus | Obergeschoss teilweise in Fachwerk, am freien Giebel bezeichnet „1792“                                             | D-4-79-152-114 | BW   |
| Rinnwiese ()           | Selbbachbrücke       | einbogige Brücke aus Sandsteinquadern über den Selbbach nahe dem Zusammenfluss mit der Eger, Mitte 19. Jahrhundert | D-4-79-159-42  |      |

### Heidelheim
| Lage                     | Objekt        | Beschreibung | Akten-Nr.     | Bild |
| ------------------------ | ------------- | --- | ------------- | ---- |
| Heidelheim 16 (Standort) | Wohnstallhaus | Erdgeschossiger Satteldachbau, verputzt, Türrahmung am Stallteil bezeichnet „1799“, am Wohnteil bezeichnet „1829“   | D-4-79-152-67 | BW   |
| Heidelheim 20 (Standort) | Wohnstallhaus | Zweigeschossiger Krüppelwalmdachbau, massiv und verputzt, mit geohrten Tür- und Fensterrahmungen, bezeichnet „1780“ | D-4-79-152-69 | BW   |

### Längenau
| Lage | Objekt | Beschreibung | Akten-Nr.     | Bild           |
| --- | --- | --- | ------------- | -------------- |
| In die Mühlbacher Waldung, Mühlbacher Waldung, Von Längenau nach Neuenbrand, nördlich des „Schüsselsteins“ (Landesgrenze) (Standort) | Zwei Grenzsteine | Bezeichnet „1718“ und „1754“                                                                                      | D-4-79-152-77 | BW             |
| Längenau 14 (Standort) | Dreiseithof | Wohnhaus, zweigeschossiger Satteldachbau, massiv und verputzt, frühes 19. Jahrhundert                             | D-4-79-152-70 | weitere Bilder |
| Längenau 14 (Standort) | Dreiseithof | Hofmauer mit Torbogen und Eingang, 1828                                                                           | D-4-79-152-70 | BW             |
| Längenau 15 (Standort) | Wohnhaus eines Dreiseithofes                                                                                         | Eingeschossiger Satteldachbau, massiv und verputzt, erste Hälfte 18. Jahrhundert                                  | D-4-79-152-71 | weitere Bilder |
| Längenau 15 (Standort) | Stadel | Verschalter Ständerbau mit gestuftem Giebel, 18./19. Jahrhundert                                                  | D-4-79-152-71 | BW             |
| Längenau 24 (Standort) | Wohnstallhaus | Frackdachbau mit Kellerstall, Obergeschoss in Fachwerk, spätes 18. Jahrhundert                                    | D-4-79-152-72 | BW             |
| Längenau 43 (Standort) | Wohnstallhaus | Erdgeschoss massiv, gestufter Fachwerkgiebel verschalt, Satteldach mit Dachüberstand, wohl Anfang 19. Jahrhundert | D-4-79-152-75 | Wohnstallhaus  |
| Längenau 45 (Standort) | Wohnhaus eines Vierseithofes                                                                                         | Eingeschossiger Satteldachbau mit gestuftem Giebel, Blechdeckung, bezeichnet „1795“                               | D-4-79-152-73 | weitere Bilder |
| Längenau 51 (Standort) | Wohnstallhaus | Erdgeschossiger Satteldachbau mit gestuftem Fachwerkgiebel, 18. Jahrhundert                                       | D-4-79-152-74 | BW             |
| Längenau 58, in der Ortsmitte an der Kreuzung (Standort)                                                                             | Grenzstein | 18. Jahrhundert                                                                                                   | D-4-79-152-76 | BW             |
| Mühlbacher Waldung (Standort) | Sogenannter Schüsselstein, Grenzstein der Landesgrenze zu Tschechien, und Gemarkungsgrenzstein Längenau und Mühlbach | | D-4-79-152-78 | BW             |

### Lauterbach
| Lage                     | Objekt        | Beschreibung | Akten-Nr.     | Bild |
| ------------------------ | ------------- | --- | ------------- | ---- |
| Lauterbach 11 (Standort) | Wohnstallhaus | Erdgeschossiger, traufständiger Satteldachbau, massiv und verputzt, Stufengiebel verbrettertes Fachwerk, Blechdeckung, spätes 18./19. Jahrhundert | D-4-79-152-79 | BW   |

### Ludwigsmühle
| Lage                            | Objekt                                                              | Beschreibung                                                                                        | Akten-Nr.      | Bild |
| ------------------------------- | ------------------------------------------------------------------- | --------------------------------------------------------------------------------------------------- | -------------- | ---- |
| Ludwigsmühle 1 (Standort)       | Ehemals Fabrikantenvilla Pabst, jetzt Muster- und Ausstellungshaus  | Zweigeschossiger Walmdachbau mit gequaderten Ecklisenen, klassizistisch, 1876                       | D-4-79-152-84  | BW   |
| Ludwigsmühle 2 (Standort)       | Ehemalige Fabrikantenvilla Hutschenreuther, jetzt Direktionsgebäude | Zweigeschossiger Satteldachbau mit stirnseitigem Portalvorbau, klassizistisch, vor 1880             | D-4-79-152-86  | BW   |
| Ludwigsmühle 3 (Standort)       | Fabrikantenvilla Hutschenreuther, jetzt Direktionsgebäude           | Zweigeschossiger Walmdachbau mit übergiebelten Risaliten, klassizistisch, 1887                      | D-4-79-152-85  | BW   |
| Ludwigsmühle 5, 7, 8 (Standort) | Ehemaliges Stallungs- und Remisengebäude der Fa. Hutschenreuther    | Zweigeschossiger, verputzter Ziegelbau mit Lisenengliederung und Satteldach, 1875, erneuert 1921–23 | D-4-79-152-133 | BW   |

### Mittelweißenbach
| Lage                             | Objekt                            | Beschreibung | Akten-Nr.      | Bild |
| -------------------------------- | --------------------------------- | --- | -------------- | ---- |
| Hans-Köhler-Straße 15 (Standort) | Vierseithof                       | Wohnstallhaus, zweigeschossiger verputzter Satteldachbau mit Fensterrahmen, im Erdgeschoss böhmische Kappengewölbe, bezeichnet „1861“ | D-4-79-152-156 | BW   |
| Hans-Köhler-Straße 15 (Standort) | Vierseithof                       | Holzlege mit Brunnen, bezeichnet „1862“                                                                                               | D-4-79-152-156 | BW   |
| Hans-Köhler-Straße 15 (Standort) | Vierseithof                       | Scheune und Pferdestall, bezeichnet „1887“                                                                                            | D-4-79-152-156 | BW   |
| Hans-Köhler-Straße 26 (Standort) | Wohnstallhaus                     | Massiver, erdgeschossiger, Satteldachbau, Fachwerkgiebel verschiefert, zweite Hälfte 18./19. Jahrhundert                              | D-4-79-152-89  | BW   |
| Mittelweißenbach 2 (Standort)    | Wohnstallhaus eines Vierseithofes | Zweigeschossiger Halbwalmdachbau, massiv und verputzt, bezeichnet „1792“ (Türstock, Scheunentorbalken)                                | D-4-79-152-87  | BW   |
| Mittelweißenbach 16 (Standort)   | Vierseithof                       | Wohnstallhaus, erdgeschossiger Satteldachbau, gestufter und verschalter Fachwerkgiebel, bezeichnet „1794“                             | D-4-79-152-88  | BW   |

### Oberweißenbach
| Lage                                                                                                 | Objekt        | Beschreibung                                                                                | Akten-Nr.     | Bild |
| --- | ------------- | ------------------------------------------------------------------------------------------- | ------------- | ---- |
| Bernstein, wohl spätmittelalterlich, etwa 500 m nordwestlich des Dorfes am Weg nach Brunn (Standort) | Steinkreuz    | Granit                                                                                      | D-4-79-152-96 | BW   |
| Oberweißenbach 2 (Standort)                                                                          | Wohnstallhaus | Satteldachbau, Obergeschoss und Giebel in Fachwerk, bezeichnet „1757“                       | D-4-79-152-91 | BW   |
| Oberweißenbach 5 b (Standort)                                                                        | Wohnstallhaus | Zweigeschossiger Satteldachbau mit Fachwerkgiebel, 1815, stark erneuert                     | D-4-79-152-92 | BW   |
| Oberweißenbach 14 (Standort)                                                                         | Wohnstallhaus | Frackdachbau, Obergeschoss in Fachwerk, der Giebel verschalt, zweite Hälfte 18. Jahrhundert | D-4-79-152-94 | BW   |
| Oberweißenbach 18 (Standort)                                                                         | Wohnstallhaus | Frackdachbau, Obergeschoss teilweise in Fachwerk, bezeichnet „1833“                         | D-4-79-152-95 | BW   |

### Papiermühle
| Lage                     | Objekt                          | Beschreibung | Akten-Nr.     | Bild |
| ------------------------ | ------------------------------- | --- | ------------- | ---- |
| Papiermühle 1 (Standort) | Fabrikationsgebäude mit Wohnung | Zweigeschossiger Mansardhalbwalmdachbau, massiv und verputzt, bezeichnet 1786, klassizistischer Flügelbau, zweigeschossiger Krüppelwalmdachbau, massiv und verputzt, bezeichnet „1828“, Portal bezeichnet „1805“ | D-4-79-152-97 | BW   |

### Prexhäuser
| Lage                         | Objekt    | Beschreibung                                                           | Akten-Nr.     | Bild |
| ---------------------------- | --------- | ---------------------------------------------------------------------- | ------------- | ---- |
| Lauterbach 30, 31 (Standort) | Bauernhof | Wohnhaus, eingeschossiger Satteldachbau, Fachwerk, 18./19. Jahrhundert | D-4-79-152-98 | BW   |

### Selb-Plößberg
| Lage                                     | Objekt | Beschreibung | Akten-Nr.               | Bild           |
| ---------------------------------------- | --- | --- | ----------------------- | -------------- |
| Bahnhofstraße 1 (Standort)               | Bahnhof | Massives, dreigeschossiges Empfangsgebäude, flaches Walmdach mit weitem Dachüberstand, hölzerne Bahnsteigüberdachung, 1865 | D-4-79-152-125          | BW             |
| Bahnhofstraße 1 (Standort)               | Bahnhof | Eingeschossiger Ziegelanbau mit flachem Walmdach | D-4-79-152-125          | BW             |
| Bahnhofstraße 1 (Standort)               | Bahnhof | Güterschuppen, Ziegelbau mit Lisenengliederung und Satteldach | D-4-79-152-125          | BW             |
| Bahnhofstraße 10 (Standort)              | Wohnhaus | Erbaut 1871 von Mauermeister Setrock, ehemals zur Zeidler’schen Porzellanfabrik gehörig | D-4-79-152-124          | BW             |
| Bahnhofstraße 26 (Standort)              | Ehemalige Villa des Fabrikanten Friedrich Zeidler                                                                  | Zweigeschossiger Walmdachbau mit Pilastergliederung und Volutengiebeln, barockisierend, 1902–04 nach Plänen von Otto Schneider | D-4-79-152-132          | BW             |
| Bergstraße 1, 3 (Standort)               | Katholische Filialkirche St. Josef                                                                                 | kubische, mit flach geneigtem Satteldach gedeckte Saalkirche, an der Südwestecke schmaler Glockenträger, im Untergeschoss Gemeinderaum und Werktagskapelle, 1966, von Hans Döllgast unter Mitarbeit von Irmgard Güssow; mit Ausstattung; Pfarrhaus, eingeschossiger Satteldachbau, gleichzeitig | D-4-79-152-170          | BW             |
| Hauptstraße 1, 3, 5, 7, 9, 11 (Standort) | Zeile von sechs ehemaligen Arbeiterwohnhäusern                                                                     | Zweigeschossige Traufseitbauten, mit profilierten Fensterrahmungen, errichtet für die Fa. Jacob Zeidler & Co., klassizisierend, 1906/09 | D-4-79-152-131          | BW             |
| Jakob-Zeidler-Straße 5 (Standort)        | Ehemalige Villa des Fabrikanten Arthur Zeidler, heute Jochen-Klepper-Haus                                          | Zweigeschossiger Blankziegelbau mit turmartig überhöhtem Mittelrisalit, historisierend, 1894/95 | D-4-79-152-130          | BW             |
| Werner-Schürer-Platz 1 (Standort)        | Ehemalige Zeidlersche Porzellanfabrik, Bürotrakt mit angebautem Lagerhaus, erstem Brennhaus und Dampfmaschinenhaus | Fünfgeschossig, mit Satteldach und Walmdach, 1860/73 | D-4-79-152-122 Wikidata | weitere Bilder |
| Werner-Schürer-Platz 1 (Standort)        | Ehemalige Zeidlersche Porzellanfabrik, ehemalige Porzellanmalereiwerkstatt                                         | Dreigeschossiger Mansardwalmdachbau, 1869, letzte Umbauten 1920 | D-4-79-152-122          | BW             |
| Werner-Schürer-Platz 1 (Standort)        | Ehemalige Zeidlersche Porzellanfabrik, zweites Brennhaus                                                           | Dreigeschossiger Satteldachbau, 1880/90, letzte Umbauten 1923 bzw. 1935 | D-4-79-152-122          | BW             |
| Werner-Schürer-Platz 1 (Standort)        | Ehemalige Zeidlersche Porzellanfabrik, ehemalige Massemühle                                                        | Zweigeschossig, mit flachem Satteldach | D-4-79-152-122          | BW             |
| Werner-Schürer-Platz 1 (Standort)        | Ehemalige Zeidlersche Porzellanfabrik, Pförtnerhaus                                                                | Zweigeschossiger Satteldachbau, 1927 | D-4-79-152-122          | BW             |

### Spielberg
| Lage                                                                                               | Objekt                              | Beschreibung | Akten-Nr.      | Bild |
| -------------------------------------------------------------------------------------------------- | ----------------------------------- | --- | -------------- | ---- |
| Brünnlas, an der alten Straße nach Großwendern (Standort)                                          | Steinkreuz                          | Wohl mittelalterlich | D-4-79-152-106 | BW   |
| Erlloh, ca. 1,5 km südwestlich von Spielberg an der Staatsstraße 2179 Marktleuthen-Selb (Standort) | Grenzstein                          | Granit, 19. Jahrhundert | D-4-79-152-107 | BW   |
| Spielberg 13, Spielberg 14 (Standort)                                                              | Hohlweg mit 16 Felsenkellern        | Türrahmungen aus Granit, bezeichnet „1834“ bis „1892“, nach dem südwestlichen Ortsausgang an der Straße nach Großwendern                                                                | D-4-79-152-129 | BW   |
| Spielberg 17 (Standort)                                                                            | Wohnstallhaus                       | Zweigeschossiger Massivbau mit Halbwalm auf der freien Seite, geohrte Granit-Türrahmungen, bezeichnet „1796“                                                                            | D-4-79-152-100 | BW   |
| Spielberg 20 (Standort)                                                                            | Wohnstallhaus                       | Erdgeschossiger Mansarddachbau, massiv und verputzt, bezeichnet „1720“ | D-4-79-152-101 | BW   |
| Spielberg 31 (Standort)                                                                            | Evangelisch-lutherisches Pfarrhaus  | Zweigeschossiger Halbwalmdachbau, massiv und verputzt, mit geohrten Tür- und Fensterrahmungen, spätbarock                                                                               | D-4-79-152-102 | BW   |
| Spielberg 33 (Standort)                                                                            | Kantoratshaus                       | Zweigeschossiger Satteldachbau mit Granitsockel, Tür- und Fensterrahmungen aus Granit, Mitte 19. Jahrhundert                                                                            | D-4-79-152-103 | BW   |
| Spielberg 45 (Standort)                                                                            | Wohnstallhaus                       | Zweigeschossiger Massivbau, auf einer Seite mit Halbwalm, reiche Granit-Türrahmung, um 1800                                                                                             | D-4-79-152-104 | BW   |
| Spielberg 61 (Standort)                                                                            | Evangelisch-lutherische Pfarrkirche | Chor dreiseitig geschlossen, Gliederung durch Lisenen und Rundbogenfries, spitzbehelmter Giebelturm, neuromanisch, 1840–42 nach Plänen des Kunstausschusses zu München, mit Ausstattung | D-4-79-152-105 | BW   |

### Steinselb
| Lage                                       | Objekt                               | Beschreibung                                                              | Akten-Nr.      | Bild |
| ------------------------------------------ | ------------------------------------ | ------------------------------------------------------------------------- | -------------- | ---- |
| In Steinselb, Auf dem Dorfanger (Standort) | Brunnenstube und Milchgrubenkolonien | Granit, erste Hälfte 19. Jahrhundert                                      | D-4-79-152-126 | BW   |
| Steinselb 4 (Standort)                     | Wohnstallhaus                        | Zweigeschossiger Satteldachbau, Obergeschoss und Giebel in Fachwerk, 1759 | D-4-79-152-109 | BW   |

### Unterweißenbach
| Lage                                                     | Objekt                                                                                                 | Beschreibung | Akten-Nr.      | Bild                                                              |
| -------------------------------------------------------- | --- | --- | -------------- | ----------------------------------------------------------------- |
| Am Bernsteinbach 23 (Standort)                           | Wohnstallhaus                                                                                          | Fachwerkobergeschoss mit Frackdach, bezeichnet „1825“, stark erneuert                                                              | D-4-79-152-112 | BW                                                                |
| Am Bernsteinbach 27 (Standort)                           | Wohnstallhaus                                                                                          | Zweigeschossiger Halbwalmdachbau mit Fachwerkgiebel, eine der geohrten Granit-Fensterrahmungen bezeichnet „1811“                   | D-4-79-152-113 | BW                                                                |
| Bahnlinie Wunsiedel – Holenbrunn – Selb Stadt (Standort) | Trogbrücke der ehemaligen Nebenbahnlinie Selb – Holenbrunn                                             | Betonkonstruktion mit Stahlaufleger und Sandsteinquaderverblendung, 1914                                                           | D-4-79-152-150 | BW                                                                |
| Bahnlinie Wunsiedel – Holenbrunn – Selb Stadt (Standort) | Trogbrücke der ehemaligen Nebenbahnlinie Selb – Holenbrunn                                             | Zweifelderbetonkonstruktion mit Stahlaufleger und Sandsteinquaderverblendung, 1914                                                 | D-4-79-152-149 | BW                                                                |
| Bahnlinie Wunsiedel – Holenbrunn – Selb Stadt (Standort) | Trogbrücke der ehemaligen Nebenbahnlinie Selb – Holenbrunn                                             | Betonkonstruktion mit Stahlaufleger und Sandsteinquaderverblendung, 1914                                                           | D-4-79-152-151 | BW                                                                |
| Hans-Köhler-Straße 3 (Standort)                          | Wohnstallhaus                                                                                          | Zweigeschossiger Satteldachbau mit erhaltenem Fachwerkgiebel, 18. Jahrhundert                                                      | D-4-79-152-111 | BW                                                                |
| Muckenbühl, Obere Selbwiesen (Standort)                  | Doppelbogenbrücke der ehemaligen Nebenbahnlinie Selb – Holenbrunn                                      | Betonkonstruktion mit Sandsteinquaderverblendung, 1914                                                                             | D-4-79-152-152 | Doppelbogenbrücke der ehemaligen Nebenbahnlinie Selb – Holenbrunn |
| Zauschel ()                                              | Sogenanntes Schlößlein, Mauerreste des 1754 vom Bayreuther Markgrafen Friedrich erbauten Jagdpavillons | an der Flurstraße nordöstlich des Tannenberges beim Rondell, einem Jagdstern für Parforcejagden mit ehem. achteckigem Jagdpavillon | D-4-79-152-168 |                                                                   |

### Vielitz
| Lage                                                                  | Objekt      | Beschreibung | Akten-Nr.      | Bild |
| --------------------------------------------------------------------- | ----------- | --- | -------------- | ---- |
| Vielitz 13 ()                                                         | Hakenhof    | Wohnstallhaus, eingeschossiger Satteldachbau, Flez und Stall gewölbt, Tür- und Fenstergewände Granit, bezeichnet mt "1804"; Stallung, Holzskelettbau mit Satteldach, 2. Hälfte 19. Jahrhundert; Gewölbekeller, wohl frühes 19. Jahrhundert | D-4-79-152-171 |      |
| Vielitz 23 (Standort)                                                 | Vierseithof | Wohnstallhaus, erdgeschossiger Satteldachbau mit Fachwerkobergeschoss, bezeichnet „1740“ | D-4-79-152-127 | BW   |
| Bohrerwiesen, unterhalb der Brücke der Straße Selb–Vielitz (Standort) | Kreuzstein  | Granit, mittelalterlich | D-4-79-152-115 | BW   |
| Pfaffenholz, an der Straße Selb–Schönwald (Grünfleck) (Standort)      | Kreuzstein  | Granit, wohl mittelalterlich | D-4-79-152-116 | BW   |

### Wildenau
| Lage                   | Objekt                | Beschreibung                                                                                    | Akten-Nr.      | Bild |
| ---------------------- | --------------------- | ----------------------------------------------------------------------------------------------- | -------------- | ---- |
| Wildenau 1 (Standort)  | Ehemals Wohnstallhaus | Erdgeschossiger Satteldachbau, spätes 17./frühes 18. Jahrhundert, vom Stallteil Rest erhalten   | D-4-79-152-117 | BW   |
| Wildenau 13 (Standort) | Wohnstallhaus         | Erdgeschossiger Satteldachbau mit Fachwerkgiebel, erste Hälfte 19. Jahrhundert                  | D-4-79-152-118 | BW   |
| Wildenau 19 (Standort) | Wohnstallhaus         | Zweigeschossiger Satteldachbau, Obergeschoss Fachwerk verbrettert, erste Hälfte 18. Jahrhundert | D-4-79-152-119 | BW   |

## Ehemalige Baudenkmäler
In diesem Abschnitt sind Objekte aufgeführt, die früher einmal in der Denkmalliste eingetragen waren, jetzt aber nicht mehr. Objekte, die in anderem Zusammenhang also z. B. als Teil eines Baudenkmals weiter eingetragen sind, sollen hier nicht aufgeführt werden. Aktennummern in diesem Abschnitt sind ehemalige, jetzt nicht mehr gültige Aktennummern.

| Lage                                                            | Objekt                                                                    | Beschreibung                                                                 | Akten-Nr.      | Bild |
| --------------------------------------------------------------- | ------------------------------------------------------------------------- | ---------------------------------------------------------------------------- | -------------- | ---- |
| Selb Pfarrstraße 4 a (Standort)                                 | Dreischiffiger gewölbter Raum eines ehemaligen Wirtschaftsgebäudes        | 19. Jahrhundert, im Haus verbaut                                             | D-4-79-152-34  | BW   |
| Selb Poststraße 1 ()                                            | Türrahmung aus Granit                                                     | Geohrt, bezeichnet „1804“                                                    | D-4-79-152-37  |      |
| Selb Talstraße 35 (Standort)                                    | Türrahmung                                                                | Bezeichnet „1834“                                                            | D-4-79-152-48  | BW   |
| Selb Wunsiedler Straße 9 ()                                     | Wohnhaus                                                                  | Granit-Türrahmung mit flachgiebeligem Sturz, zweites Drittel 19. Jahrhundert | D-4-79-152-54  |      |
| Heidelheim 6 (Standort)                                         | Granit-Türrahmung                                                         | Geohrt, bezeichnet „1799“                                                    | D-4-79-152-66  | BW   |
| Heidelheim 17 ()                                                | Granit-Türrahmungen                                                       | Geohrt, am Wohn- und Stallteil, bezeichnet „1774“                            | D-4-79-152-68  |      |
| Leupoldshammer ()                                               | Scheune des ehemaligen Hammerwerkes                                       | Zweigeschossig, mit Krüppelwalmdach, 18./19. Jahrhundert                     | D-4-79-152-82  |      |
| Obersteinmühle ()                                               | Brückenstein                                                              | Von 1771                                                                     | D-4-79-152-90  |      |
| Oberweißenbach Oberweißenbach 9 (Standort)                      | Klassizistischer Kachelofen                                               | 1845                                                                         | D-4-79-152-93  | BW   |
| Selb-Plößberg Werner-Schürer-Platz 1 ()                         | Ehemalige Zeidlersche Porzellanfabrik, Bürotrakt mit angebautem Lagerhaus | 1873 erbaut                                                                  | D-4-79-152-123 |      |
| Silberbach Eisenschmelzofen, in der Waldabteilung Egerrangen () | Eisenschmelzofen                                                          | Ruinös, 18./19. Jahrhundert                                                  | D-4-79-152-99  |      |